# Fernando Picún
Fernando Álvaro Picún de León (Montevideo, 14 de febrero de 1972) es un exfutbolista uruguayo. Jugó para la Selección de Uruguay en la Copa América 1999 en Paraguay.

## Clubes
| Año       | Club                |
| --------- | ------------------- |
| 1993-1996 | River Plate         |
| 1996-1998 | Feyenoord           |
| 1993-1996 | Defensor Sporting   |
| 1999-2000 | Urawa Reds          |
| 2001      | Danubio Fútbol Club |

## Selección nacional

### Participaciones en Copa América
| Copa              | Sede     | Resultado  | Partidos |
| ----------------- | -------- | ---------- | -------- |
| Copa América 1999 | Paraguay | Subcampeón | 7        |

- Datos: Q2709361